# Caryophyllia spinigera
Espèce
Statut CITES
Caryophyllia spinigera est une espèce de coraux appartenant à la famille des Caryophylliidae.